# Legislador negativo
Un legislador negativo es un concepto derivado del Derecho constitucional que hace referencia a un órgano que, si bien no tiene poder para promulgar una ley, sí que tiene capacidad para derogarla.
El término se suele aplicar al caso del Tribunal Constitucional, u otro órgano en un país con capacidad de revisar la actuación del poder legislativo y su adecuación a la Constitución. El motivo es que ese órgano, de acuerdo al modelo kelseniano, no puede crear leyes pero, en el caso de que entienda que una de las promulgadas vulnera lo dispuesto en la Constitución, tiene poder para expulsarla del ordenamiento jurídico, derogándola total o parcialmente, por ser inconstitucional.